# 10 de marzo
El 10 de marzo es el 69.º (sexagésimo noveno) día del año del calendario gregoriano y el 70.º en los años bisiestos. Quedan 296 días para finalizar el año.

## Acontecimientos
- 241 a. C.: la flota romana hunde a la cartaginesa en la batalla de las Islas Egadas, poniendo fin a la primera guerra púnica.
- 988: el conde Borrell de Barcelona no renueva el pacto de vasallaje con el nuevo rey franco, Hugo Capeto, e instaura la independencia de hecho de los territorios bajo su poder. La veracidad de este acontecimiento ha sido criticada, ya que en esos días el rey se encontraba luchando en una revuelta al norte de Francia.
- 1126: Alfonso VII de León entra en León y se proclama rey de León y de Castilla.
- 1126: cerca de la villa cordobesa de Puente Genil (España), el ejército de Alfonso I de Aragón derrota al ejército almorávide de Sevilla conducido por Sir ibn Abú Bakr, sobrino del emir Yusuf ibn Tasufin, en la batalla de Arnisol.
- 1208: Inocencio III proclama la guerra santa contra los cátaros.
- 1405: tras visitar al antipapa Benedicto XIII en Aviñón, Martín I, Rey de Aragón, llega a Barcelona.
- 1496: Cristóbal Colón deja la isla La Española en viaje hacia España, finalizando la segunda visita a las Américas.
- 1526: en Sevilla (España) Carlos I se casa con su prima, la infanta Isabel de Portugal.
- 1543: España funda el pueblo de Antigua (Guatemala), que fungió como capital de toda Centroamérica.
- 1625: se crea en Madrid el Colegio Imperial de San Isidro.
- 1629: Carlos I de Inglaterra disuelve el Parlamento, empezando los once años de tiranía.
- 1729: comienza la edificación de la Plaza Mayor de Salamanca, España.
- 1735: pacto entre Nadir Shah y el zar Pablo I de Rusia por el que las tropas rusa se retiran de Bakú.
- 1764: el gobierno británico vota el impuesto sobre sus colonias de América del Norte, lo que originó, once años después, el movimiento de independencia.
- 1785: se crea en España la Real Compañía de Comercio de Filipinas, apoyada por el Banco de San Carlos y los Cinco Gremios Mayores de Madrid.
- 1804: en Saint Louis (Misuri) se realiza el acto de transferencia del territorio de Luisiana de Francia a Estados Unidos.
- 1814: Napoleón Bonaparte es derrotado en la Batalla de Laon en Francia.
- 1814: Fernando VII vuelve a España y se deroga la Constitución española de 1812.
- 1817: en San Juan de los Lagos (México), soldados españoles matan al joven Luis Moreno (15) ante su madre, Rita Pérez de Moreno (la esposa del caudillo Pedro Moreno).
- 1831: la Legión Extranjera Francesa se establece por el rey Luis Felipe I de Francia para apoyar la guerra en Argelia.
- 1848: el Tratado de Guadalupe Hidalgo es ratificado por el senado de los Estados Unidos, poniendo fin a la intervención estadounidense en México.
- 1861: en Malí (África), El Hadj Umar Tall asedia la ciudad de Segou, destruyendo el Imperio bambara.
- 1876: Alexander Graham Bell realiza con éxito su primera prueba de teléfono (una idea que tomó «prestada» del teletrófono construido en 1857 por el italiano Antonio Meucci).
- 1879: el monasterio de Real Monasterio de Santa María de Guadalupe es declarado monumento nacional.
- 1885: se presenta a Alfonso XII, Rey de España, la Memorial des Greuges o Memoria en defensa de los intereses de Cataluña.
- 1893: Costa de Marfil se convierte en una colonia francesa.
- 1899: como parte de Guerra Federal en Bolivia, en la Batalla del Segundo Crucero, el ejército paceño dirigido por José Manuel Pando derrota a las fuerzas Chuquisaqueñas del presidente Severo Fernández Alonso. Esta derrota decidió el traslado de la sede de la Presidencia de la República desde Sucre a La Paz.
- 1902: en los Estados Unidos, la Corte previene a Thomas Edison contra la posesión de un monopolio de la tecnología de la cinematografía.
- 1904: llega a Caracas (Venezuela) el primer automóvil, un Panhard Levassor. El automóvil fue importado por el general Cipriano Castro (presidente de la república), para su esposa, Zoila de Castro.[1]
- 1905: en Londres (Reino Unido) se funda el Chelsea Football Club.
- 1905: en Theriso (Creta), Eleftherios Venizelos pide la independencia de Creta, empezando la revolución de la isla.
- 1906: en Francia acontece la catástrofe de Courrières, la peor tragedia minera de Europa. Mueren 1099 obreros.
- 1912: en Pekín (China), Yuan Shikai es nombrado segundo presidente de la República de China de forma provisional.
- 1915: a unos 225 km al norte de la ciudad de París (Francia) ―en el marco de la Primera Guerra Mundial (1914-1918)― comienza la batalla de Neuve Chapelle. Esta es la primera operación a gran escala del ejército británico en la guerra.
- 1916: en La Meca (Arabia) termina la correspondencia postal entre el rey Hussein bin Alí y el funcionario británico Henry McMahon con respecto a la revuelta árabe contra el Imperio otomano.
- 1919: entre Inglaterra y España se inaugura el servicio radiotelegráfico.
- 1919: en Egipto suceden disturbios nacionalistas tras la deportación del político Saad Zaghloul (1859-1927).
- 1922: en la India, el líder independentista Majatma Gandhi es procesado por sedición, y condenado a seis años de prisión. Fue liberado dos años después debido a una operación de apendicitis.
- 1923: en Villarreal (España), 290 km al suroeste de Barcelona, se funda el Club Deportivo Villarreal, predecesor del Villarreal Club de Fútbol.
- 1924: en Honduras, Francisco Bueso se convierte en presidente.
- 1925: en Viena (Austria), un técnico dental antisemita desempleado llamado Otto Rothstock (21) asesina al escritor Hugo Bettauer (52) por haber publicado la profética novela La ciudad sin judíos, en la que los antisemitas culpaban a los judíos de la situación de desempleo y miseria, y los expulsaban en trenes hasta vaciar Viena. Rothstock será declarado insano y liberado a los 18 meses. En 1977 se vanagloriaba de haber «extinguido» a Bettauer.
- 1925: en el puerto de El Pireo (Grecia) se funda el histórico club deportivo Olympíacos S. F. P.
- 1926: Robert Goddard lanza un cohete impulsado con propelente a 30 m de altura.
- 1928: en El Lucero (ciudad de La Habana) se inaugura el primer campo de fútbol en Cuba: el Deportivo Hispano América.
- 1931: en Ciudad de México, un incendio destruye el histórico Teatro Principal, coliseo de los virreyes de «Nueva España» (nombre que recibía México en la época en que era colonia del Reino de España).
- 1933: en el pueblo de Dachau, a 25 km al noroeste del centro de la ciudad de Múnich (sur de Alemania), los nazis abren su primer campo de concentración.
- 1933: en Long Beach (California) ―suburbio costero a 40 km al sur de Los Ángeles― un terremoto mata a 117 personas.
- 1941: en Estados Unidos ―en el marco de la Segunda Guerra Mundial (1939-1945)― entra en vigor la ley de préstamo-arrendamiento de armas, que permite a ese país transferir equipo militar a los aliados.
- 1944: en la casa del médico Marcel Petiot (47) en la ciudad de París (Francia), la policía descubre una fosa con 27 cadáveres. Petiot será guillotinado el 25 de mayo de 1946.
- 1944: en el marco de la guerra civil griega, el Comité Político de Liberación Nacional establece un Frente de Liberación Nacional.
- 1945: la aviación estadounidense bombardea Tokio, matando entre 75 000 y 200 000 personas.
- 1945: en la región checoslovaca de Moravia-Silesia ―en el marco de la Segunda Guerra Mundial (1939-1945)―, el Ejército Rojo lanza la Ofensiva de Moravia-Ostrava.
- 1946: en Estados Unidos, el físico húngaro John von Neumann (Iános Laios Neumann, 1903-1957) crea la memoria interna en las máquinas electrónicas de cálculo (precursoras de las modernas computadoras).
- 1946: Francia y Reino Unido comienzan a evacuar Líbano.
- 1947: en Paraguay estalla una guerra civil.
- 1947: en Nueva York, el Consejo de Seguridad de las Naciones Unidas adopta la Resolución 20, que analiza el primer informe de la Comisión Internacional de Energía Atómica acerca de la necesidad de que Estados Unidos ―que dos años antes se había convertido en el único país en la Historia humana (hasta la actualidad) en cometer atentados terroristas atómicos contra civiles en Hiroshima y Nagasaki― no controle el poder atómico en todo el mundo.
- 1949: en estado de Virginia Occidental (Estados Unidos), la locutora Mildred Gillars (conocida como Axis Sally) es condenada por traición a la patria debido a que trabajó como difusora en la propaganda nazi de la radio de Berlín (Alemania) durante la Segunda Guerra Mundial (1939-1945).
- 1950: en el teatro Auditórium de La Habana ofrece un concierto el guitarrista español Andrés Segovia (1893-1987).
- 1951: en Francia, Henri Queuille se convierte en primer ministro.
- 1952: en La Habana (Cuba), el militar Fulgencio Batista encabeza un Golpe de Estado contra el presidente Carlos Prío Socarrás, se nombra presidente provisional y suspende la Constitución. Esa misma tarde, el joven abogado Fidel Castro presenta ante el Tribunal de Garantías Constitucionales un recurso que pide sanción para los golpistas batistanos.
- 1952: Moscú propone una conferencia cuatripartita sobre la unificación y el desarme de Alemania.
- 1952: en Quebec (Canadá) comienza la huelga de Louiseville.
- 1953: En México, el cantante y actor Pedro Infante (35) contrae matrimonio civil con la actriz Irma Dorantes (18).
- 1959: en la región del Tíbet, ciudadanos budistas rodean el Palacio del dalái lama por temor a que el Gobierno chino secuestre a su «supremo líder», a quien consideran una emanación de Buda. Exigen el fin del socialismo en ese país, y el regreso a la monarquía religiosa de Tenzin Gyatso (23).
- 1959: en La Habana, el comandante Camilo Cienfuegos derrumba de manera simbólica la posta 6 del Cuartel de Columbia.
- 1960: en el anfiteatro Varona de la Universidad de La Habana, el comandante en jefe Fidel Castro conversa con estudiantes universitarios y plantea la necesidad de construir la Ciudad Universitaria.
- 1965: en el marco de la guerra de Vietnam (1955-1975) comienza oficialmente el compromiso militar estadounidense en ese país.
- 1966: en Vietnam del Sur, el primer ministro militar Nguyễn Cao Kỳ despide al general Nguyễn Chánh Thi, precipitando un levantamiento budista en gran escala en varias regiones de la nación.
- 1966: Beatriz I de los Países Bajos se casa con Claus von Amsberg.
- 1967: en Suiza, la escritora y traductora Svetlana Alilúieva Stálina (1926-2011), hija única de Iósif Stalin (1878-1953), solicita asilo político. Regresará a la Unión Soviética en 1984.
- 1968: en el marco de la guerra de Vietnam (1955-1975) el Vietcong vence al Ejército de Estados Unidos en la batalla de Lima Site 85 (que queda como el undécimo combate con mayor pérdida de invasores estadounidenses durante esta guerra).
- 1969: en Memphis, un tal James Earl Ray es declarado culpable por el asesinato de Martin Luther King Jr., y condenado a 99 años de prisión. Los seguidores y la familia del líder antiapartheid afroestadounidense afirma hasta la actualidad que el asesinato se trató de una conspiración de agentes del Gobierno.
- 1970: en la isla de Navaza (Estados Unidos), 165 km al sur de la base naval estadounidense de Guantánamo, un grupo terrorista de la CIA recoge recipientes con el virus de la gripe porcina para introducirlo clandestinamente en Cuba.[2]
- 1970: en Estados Unidos, el capitán Ernest Medina es acusado por crímenes de guerra en la matanza de Mi Lai (a 5 km de la costa del mar de China meridional y a 920 km al sur de Hanói), un hecho de tortura, violación y asesinato de 504 mujeres y niños perpetrada por oficiales y soldados estadounidenses el 16 de marzo de 1968, en el marco de la guerra de Vietnam―.
- 1971: en Saigón (actual Ciudad Ho Chi Minh) anuncia que una ofensiva de Vietnam del Sur en Laos, costó la vida de 7000 soldados socialistas.
- 1972: en Ferrol (Galicia), la policía abre fuego contra los trabajadores de los astilleros Bazán ―quienes se manifestaban por la mejora de las condiciones laborales en una jornada de huelga general― asesinando a dos. Desde 2006 se conmemora el Día de la Clase Obrera Gallega.
- 1972: en Phnom Penh, el mariscal Lon Nol toma plenos poderes.
- 1973: la España de Franco y la República Popular China firman un acuerdo por el que restablecen las relaciones diplomáticas.
- 1974: en la jungla filipina, un exoficial japonés se rinde después de esconderse durante 30 años. Todavía no sabía que la Segunda Guerra Mundial (1939-1945) había terminado.
- 1974: Rumania se convierte en campeón mundial de balonmano por cuarta vez al vencer a la República Democrática Alemana 14 a 12.
- 1975: en Vietnam del Sur ―en el marco de la guerra de Vietnam contra Estados Unidos― las tropas norvietnamitas toman la ciudad de Buôn Ma Thuột, camino a la captura de Saigón (340 km al suroeste), y la expulsión de los estadounidenses.
- 1975: en Estados Unidos, sale el sencillo Stand By Me de John Lennon. La canción era una versión original del tema de principios de los años 60 del músico Ben E. King.
- 1977: en Estados Unidos, los astrónomos Edward W. Dunham y Douglas J. Mink, por medio del Observatorio Aerotransportado Kuiper (que funcionó entre 1974 y 1995 montado en un avión Lockheed C-141 Starlifter a 14 000 m de altura) descubren los cinco anillos de Urano.
- 1978: en Francia, el avión Mirage 2000 realiza su primer vuelo.
- 1979: en Estados Unidos, Gloria Gaynor, considerada durante algún tiempo como la reina de la discoteca antes de entregar su corona a Donna Summer, obtiene el único gran éxito de su carrera con la canción «I will survive», que estará 3 semanas en lo más alto de las listas y le valdrá a la cantante un disco de platino.
- 1980: en Argelia comienza la «primavera bereber».
- 1980: en la ciudad de Quebec (Canadá) se incendia la Biblioteca y Archivos Nacionales.
- 1982: Estados Unidos empieza un embargo al petróleo de Libia por el apoyo de este Gobierno a grupos terroristas.
- 1982: los nueve planetas ―incluido el planeta enano Plutón― se alinean en el mismo lado en relación con el Sol, en lo que se llama sizigia.
- 1985: en Uruguay termina la dictadura militar.
- 1985: en Teherán (Irán), el Gobierno anuncia que aviones iraquíes atacaron ocho ciudades iraníes, matando a 254 civiles.
- 1985: en Grecia, Ioannis Alevras se convierte en presidente de la Tercera República Helénica.
- 1986: avistamiento del cometa Halley, que solo pasa cada 75 años.
- 1987: en la Ciudad del Vaticano, el papa Juan Pablo II condena la fecundación in vitro, la inseminación artificial y el alquiler de vientres («si el dios Jehová no quiere que tengas hijos..., ¡pues no los tengas!»).
- 1988: en Nueva York, la Asamblea General de la ONU firma el convenio internacional para la represión de actos ilícitos contra la seguridad de la navegación marítima, y el protocolo internacional para la represión de actos ilícitos contra la seguridad de las plataformas fijas en el mar.
- 1989: en España se forma el grupo empresarial entonces llamado Gestevision Telecinco (actualmente Mediaset España).
- 1990: en Haití, tras una semana de protestas populares, dimite el general Prosper Avril de su cargo de presidente.
- 1990: en el reino de Lesoto, el rey Moshoeshoe II regresa al exilio, y Mamohato se convierte en regente.
- 1991: las tropas estadounidenses abandonan el golfo Pérsico al finalizar la guerra del Golfo.
- 1992: en la República de Georgia, Eduard Shevardnadze (que fue ministro de Asuntos Exteriores de la Unión Soviética) se convierte en presidente del nuevo Consejo.
- 1993: en la República Argentina se cancelan los Servicios Interurbanos de Pasajeros, por el cierre de Ferrocarriles Argentinos por decisión de Carlos Menem.
- 1993: en España, el club de fútbol Barcelona FC gana su primera Supercopa de Campeones de Europa de fútbol.
- 1993: Isabelle Brasseur y Lloyd Eisler se convierten en campeonas mundiales de patinaje artístico.
- 1995: comienza el V Campeonato Mundial de Atletismo Bajo Techo.
- 1995: en Atenas (Grecia), Kostís Stefanópoulos juramenta como presidente de la República Helénica.
- 1996: en Grecia, 24 siglos después del final de hecho de la guerra del Peloponeso (431-404 a. n. e.), los alcaldes de las ciudades de Atenas y Esparta firman una proclamación de paz y fraternidad que termina oficialmente esa guerra, que dejó miles de militares y civiles muertos.
- 1996: en cabo San Lucas (México), el apneísta cubano Francisco Pipín Ferreras (n. 1962) ―quien desde 1994 vivía en Miami (Florida)― rompe el récord mundial de snorkeling a 130 metros de profundidad.
- 1997: a pesar de las advertencias de Estados Unidos, el papa Juan Pablo II anuncia la apertura de relaciones diplomáticas con Libia donde viven alrededor de 50 000 católicos.
- 1998: en Santiago de Chile, el dictador y asesino Augusto Pinochet (1915-2006) pasa a retiro de su cargo de comandante del ejército, pero consigue mantener el cargo de «senador vitalicio», lo que le brindará impunidad hasta la muerte.
- 1998: en Sierra Leona, el presidente electo Ahmad Tejan Kabbah ―sucesor de Julius Maada Bio― es restablecido por las tropas del ECOMOG.
- 1998: en Indonesia, el dictador militar, anticomunista y proestadounidense Suharto en reelegido presidente por un séptimo mandato de cinco años, pero renunciará poco después de su elección.
- 1998: en Francia, las víctimas de los caso de sangre contaminada con el virus VIH o el de la hepatitis C demandan al Estado por un equivalente a 3800 millones de dólares estadounidenses.
- 1999: en Francia, la Asamblea Nacional adopta el proyecto de revisión constitucional sobre la igualdad entre hombres y mujeres.
- 1999: se estrena la película de Shakespeare enamorado, protagonizada por Gwyneth Paltrow y Joseph Fiennes.
- 2001: final del caso del ensayo de los fármacos antisida. El gobierno de Sudáfrica llega a un acuerdo con los 39 grupos farmacéuticos que retiraron su queja.
- 2001: en Francia, el Comité contra la Esclavitud Moderna presenta una queja contra el ingeniero francés Jean-Yves Gorý (1959-2017) y su esposa Sylviana malgache, residentes en la ciudad de Maurepas (a 40 km al oeste de la ciudad de París), que redujeron a la joven malgache Menja a la esclavitud: trabajaba desde las 7:00 hasta las 24:00, no tenía día libre, dormía en el suelo del baño y desde que la trajeron de Madagascar (en enero de 1999) no había recibido ningún salario.[3]
- 2001: en Buenos Aires (Argentina) el Club Ferro Carril Oeste desciende por primera vez a la Primera B Metropolitana.
- 2002: en la ciudad de Taipéi (Taiwán), la señora Liu Yang-wan (102) y su esposo Liu Yung-yang (103), rompen un récord mundial: es el matrimonio más largo, con 85 años de vida en común desde 1917. La señora Liu Yang-wan fallecerá primero, en julio de 2003 a los 103 años.
- 2002: en Dubái,  Sarra Fotheringham (34) y un amigo son arrestados y acusados de secuestrar a la niña de 10 años que Fotheringham tuvo con un rico empresario local, el Sr. Habtoor. Este último acepta que la madre vea a su hija solo seis veces al año, y solo en Dubái.
- 2002: en París (Francia), la camisa considerada como la última que utilizó Napoleón Bonaparte en su exilio en la Isla de Santa Elena se vende a 63 000 euros en una subasta.
- 2002: en Londres (Reino Unido) el semanario británico The Observer revela que el presidente George W. Bush le solicitó al primer ministro Tony Blair que envíe 25 000 soldados para invadir Irak.
- 2003: en París, el presidente Jacques Chirac anuncia que Francia se opondrá, «cualquiera que sea la circunstancia», a una nueva resolución de George W. Bush y Tony Blair que prevé un ultimátum contra Irak.
- 2003: en Moscú, el canciller Ígor Ivanov afirma que Rusia opondrá su veto al proyecto de resolución anglo-estadounidense para invadir Irak.
- 2003: en Costa de Marfil, el presidente Laurent Gbagbo delega algunos de sus poderes al primer ministro Seydou Diarra.
- 2004: en Arabia Saudita, la monarquía proestadounidense prohíbe la venta de teléfonos celulares con cámara.
- 2005: en todas las ciudades de Francia, cerca de 0,6 millones de empleados del sector público y privado realizan manifestaciones para defender el poder adquisitivo.
- 2005: en la ciudad de Mosul (Irak), un atentado suicida dentro de una mezquita chií mata al menos a 47 personas.
- 2005: el juez Rodney Melville lanza una orden de arresto contra el músico estadounidense Michael Jackson por no haberse presentado al comienzo de la audiencia del día. El cantante estaba acusado por abuso sexual contra un menor de edad.
- 2005: en París, el tribunal supremo ordena la prohibición del cartel de la campaña publicitaria de los creadores de ropa Marithé y François Girbaud, inspirado en el cuadro La última cena (1498) de Leonardo da Vinci (1452-1519) sobre la base de que «va en contra del sentimiento religioso de los católicos».
- 2005: el ajedrecista azerí Garri Kaspárov (41) anuncia su retirada del ajedrez para dedicarse a su carrera política hacia la presidencia de Rusia.
- 2006: llega a planeta Marte la sonda espacial estadounidense Mars Reconnaissance Orbiter.
- 2015: en Colombia sucede un temblor de 6,6 grados.
- 2017: en Seúl (Corea del Sur), el Tribunal Constitucional de ese país confirma por unanimidad el derrocamiento del presidente Park Geun-hye en respuesta a un escándalo político de corrupción. Se realizarán elecciones presidenciales anticipadas.
- 2019: vuelo 302 de Ethiopian Airlines se estrella cerca de Adís Abeba falleciendo sus 157 ocupantes.
- 2020: en el Metro de la Ciudad de México, se registra el choque de 2 trenes en la estación Tacubaya dejando un saldo de 1 muerto y 41 heridos siendo el más grave desde 1975.
- 2020: en Bolivia, el gobierno de Jeanine Añez confirma sus 2 primeros casos de COVID-19, en los departamentos de Oruro y Santa Cruz.[4]
- 2023: en Colombia se produce un temblor de magnitud 5.9 a las 04:20 a. m., con epicentro en el municipio de Los Santos
- 2024: en Santiago De Chile , Club Universidad de Chile vence a su rival Colo-Colo en el  Estadio Monumental después 23 años

## Nacimientos
- 1452: Fernando II de Aragón y V de Castilla, rey español (f. 1516).
- 1503: Fernando I de Habsburgo, emperador germánico, nieto de los Reyes Católicos (f. 1564).
- 1536: Thomas Howard, aristócrata inglés (f. 1572).
- 1549: Francisco Solano, misionero y santo español (f. 1610).
- 1604: Johann Rudolph Glauber, químico y farmacólogo alemán (f. 1670).
- 1628: Marcello Malpighi, anatomista y biólogo italiano (f. 1694).
- 1656: Giacomo Serpotta, escultor italiano (f. 1732).
- 1709: Georg Steller, botánico alemán (f. 1746).
- 1749: Lorenzo da Ponte, poeta y libretista italiano (f. 1838).
- 1760: Leandro Fernández de Moratín, poeta y dramaturgo español (f. 1828).
- 1772: Melitón Pérez del Camino, militar español (n. 1845).
- 1772: Friedrich von Schlegel, escritor e hispanista alemán (f. 1829).
- 1776: Louise von Mecklenburg-Strelitz, reina consorte prusiana (f. 1810).
- 1786: José María Vargas, médico, científico político venezolano, presidente entre 1835 y 1836 (f. 1854).
- 1786: Juan Illingworth Hunt, almirante británico (f. 1853).
- 1787: Francisco Martínez de la Rosa, poeta, dramaturgo y político español (f. 1862).
- 1788: Joseph von Eichendorff, escritor alemán (f. 1857).
- 1789: Manuel de la Peña y Peña, político mexicano (f. 1850).
- 1791: Duque de Rivas, escritor y pintor español (f. 1865).
- 1794: Henriette d'Angeville, escaladora francesa (f. 1871).
- 1814: Julián Sanz del Río, filósofo, jurista y pedagogo español (f. 1869).
- 1833: Pedro Antonio de Alarcón, escritor español (f. 1891).
- 1839: Eulogio Parra, militar mexicano (f. 1868).
- 1844: Pablo Sarasate, violinista y compositor español (f. 1908).
- 1844: Marie Spartali Stillman, pintora prerrafelita británica (f. 1927).
- 1845: Alejandro III, zar ruso (f. 1894).
- 1854: Miguel Costa y Llobera, poeta y sacerdote español (f. 1922).
- 1867: Hector Guimard, arquitecto francés (f. 1942).
- 1870: Archer Milton Huntington, arqueólogo e historiador estadounidense (f. 1955).
- 1874: Manuel M. Diéguez, militar mexicano (f. 1924).
- 1876: Anna Hyatt Huntington, escultora estadounidense (f. 1973).
- 1877: Pascual Ortiz Rubio, presidente mexicano (f. 1963).
- 1878: Amelia Cuñat y Monleón, dibujante y ceramista española (f. 1946).
- 1888: Barry Fitzgerald, actor estadounidense de origen irlandés (f. 1961).
- 1890: Gaston Ouvrard, músico y actor cómico francés (f. 1981).
- 1892: Arthur Honegger, compositor suizo (f. 1955).
- 1892: Gregory La Cava, cineasta estadounidense (f. 1952).
- 1897: Vasili Volski, militar soviético (f. 1946).
- 1899: Robert Meier, veterano de guerra alemán (f. 2007).
- 1900: Rafael Ángel Calderón Guardia, doctor, político y presidente costarricense (f. 1970).
- 1901: Enrique González Tuñón, escritor, periodista y novelista argentino (f. 1943).
- 1903: Bix Beiderbecke, cornetista estadounidense de jazz (f. 1931).
- 1905: Betty Amann, actriz estadounidense de origen alemán (f. 1990).
- 1907: Francisco José Orlich Bolmarcich, político y presidente costarricense (f. 1969).
- 1915: Harry Bertoia, artista y diseñador italiano (f. 1978).
- 1919: Leonor Oyarzún, primera dama de Chile entre 1990 y 1994 (f. 2022).
- 1920: Marcial Maciel, sacerdote católico mexicano (f. 2008).
- 1920: Boris Vian, novelista, dramaturgo, escritor, ingeniero, músico de jazz, periodista y traductor francés (f. 1959).
- 1921: Cec Linder, actor canadiense, nacido en Polonia (f. 1992).
- 1923: Val Logsdon Fitch, físico estadounidense, premio nobel de física en 1980 (f. 2015).
- 1926: Alberto Mariscal, actor y director de cine mexicano (f. 2010).
- 1927: Jupp Derwall, futbolista y entrenador alemán (f. 2007).
- 1928: Alex McAvoy, actor escocés (f. 2005)
- 1928: Sara Montiel, actriz y cantante española (f. 2013).
- 1928: James Earl Ray, ciudadano estadounidense, asesino de Martin Luther King (f. 1998).
- 1928: Gonzalo Martínez Corbalá, ingeniero, político y diplomático mexicano (f. 2017).
- 1930: Hugo Patiño, comediante y humorista colombiano.
- 1932: Beatriz Taibo, actriz argentina (f. 2019).
- 1934: Teresa Izquierdo, cocinera y escritora peruana (f. 2011).
- 1935: José Antonio Labordeta, cantautor, escritor y político español (f. 2010).
- 1936: Joseph Blatter, administrador suizo, presidente de la FIFA entre 1998 y 2015.
- 1936: Alfredo Zitarrosa, cantante y periodista uruguayo (f. 1989).
- 1937: Ramón Ayala, cantautor, poeta y pintor argentino.
- 1937: María Kodama, escritora, profesora y traductora argentina (f. 2023).
- 1938: Quemil Yambay, músico, compositor e imitador paraguayo.

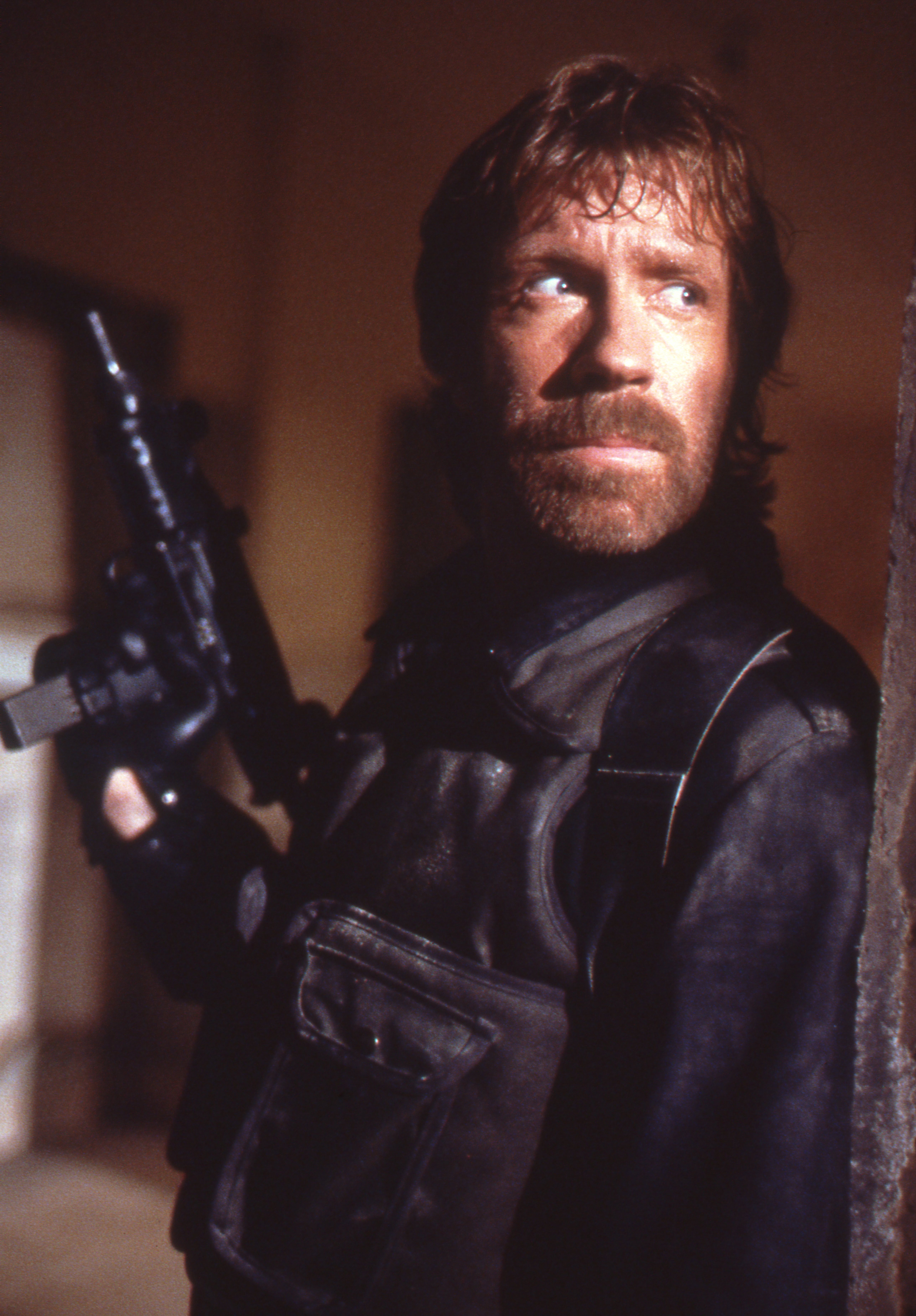
Chuck Norris

- 1939: Asghar Ali Engineer, reformista, escritor y activista indio (f. 2013).
- 1940: Renzo Barbieri, escritor y dibujante italiano (f. 2007).
- 1940: Chuck Norris, actor y karateca estadounidense.
- 1941: Miguel Ángel Granados Chapa, periodista mexicano (f. 2011).
- 1941: George P. Smith, químico estadounidense.
- 1944: Antonio Grimau, actor argentino.
- 1944: Alberto López Oliva, futbolista y entrenador guatemalteco.
- 1946: Mike Davis, historiador, geógrafo, teórico urbano y activista político marxista estadounidense (f. 2022).
- 1946: Jim Valvano, entrenador estadounidense de baloncesto (f. 1993).
- 1947: Kim Campbell, primera ministra canadiense.
- 1947: Lissette Álvarez, cantautora, música y actriz cubano-estadounidense nacida en Perú.
- 1947: Clara Mariño, periodista y presentadora de televisión argentina.

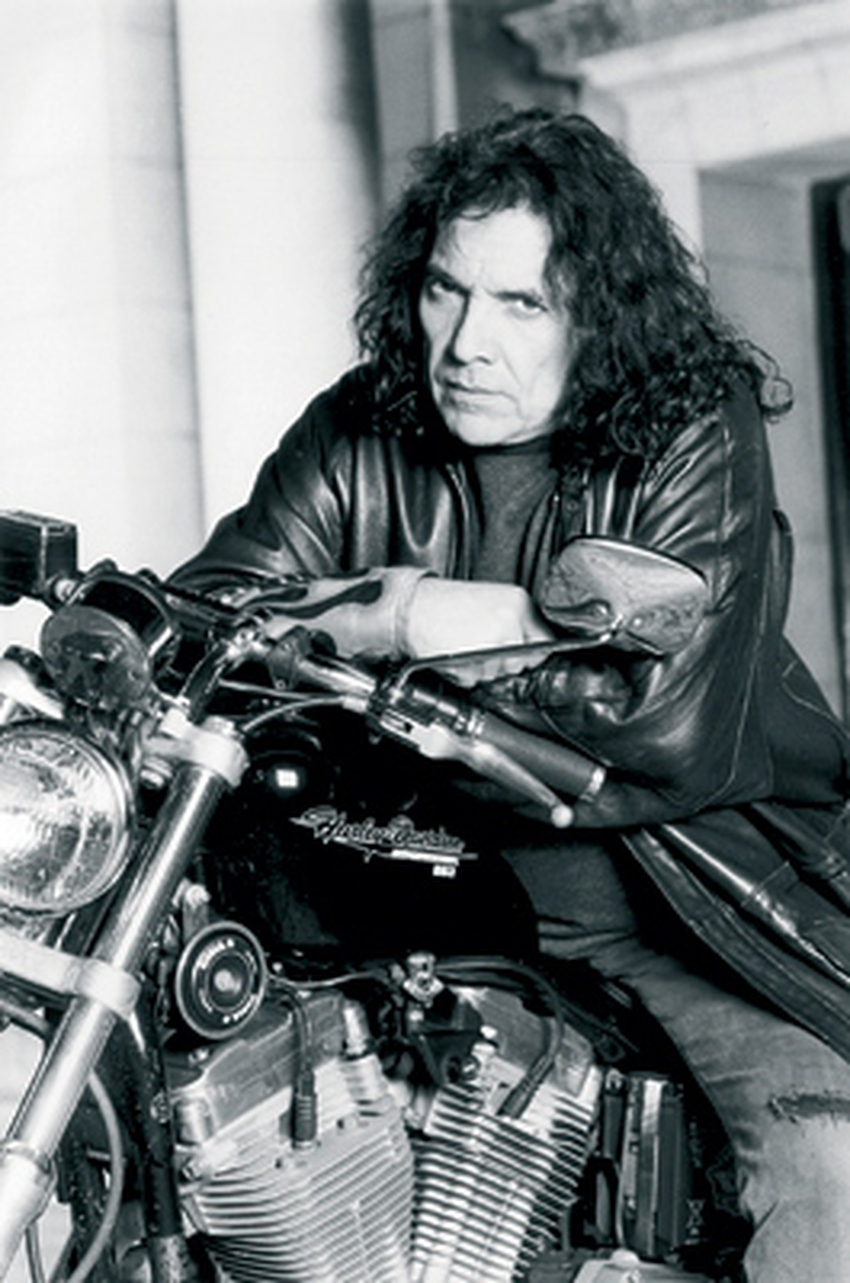
Pappo

- 1947: Tom Scholz, músico estadounidense, de la banda Boston.
- 1947: Gerardo Vera, cineasta español.
- 1948: Jean-Pierre Adams, futbolista francés de origen senegalés (f. 2021).
- 1950: Pappo, cantante y guitarrista argentino de rock, padre del blues argentino (f. 2005).
- 1952: Morgan Tsvangirai, político zimbabuense (f. 2018).
- 1953: Paul Haggis, guionista y cineasta canadiense.
- 1953: Wilkins, cantante puertorriqueño.
- 1954:  Jesús Alturo i Perucho,  Historiador, paleógrafo y filólogo catalán.
- 1954: Lupita D'Alessio, cantante y actriz mexicana.
- 1955: Toshio Suzuki, piloto japonés de Fórmula 1.
- 1955: Quique San Francisco, actor y cómico español (f. 2021).
- 1957: Hans-Peter Friedrich, político alemán.

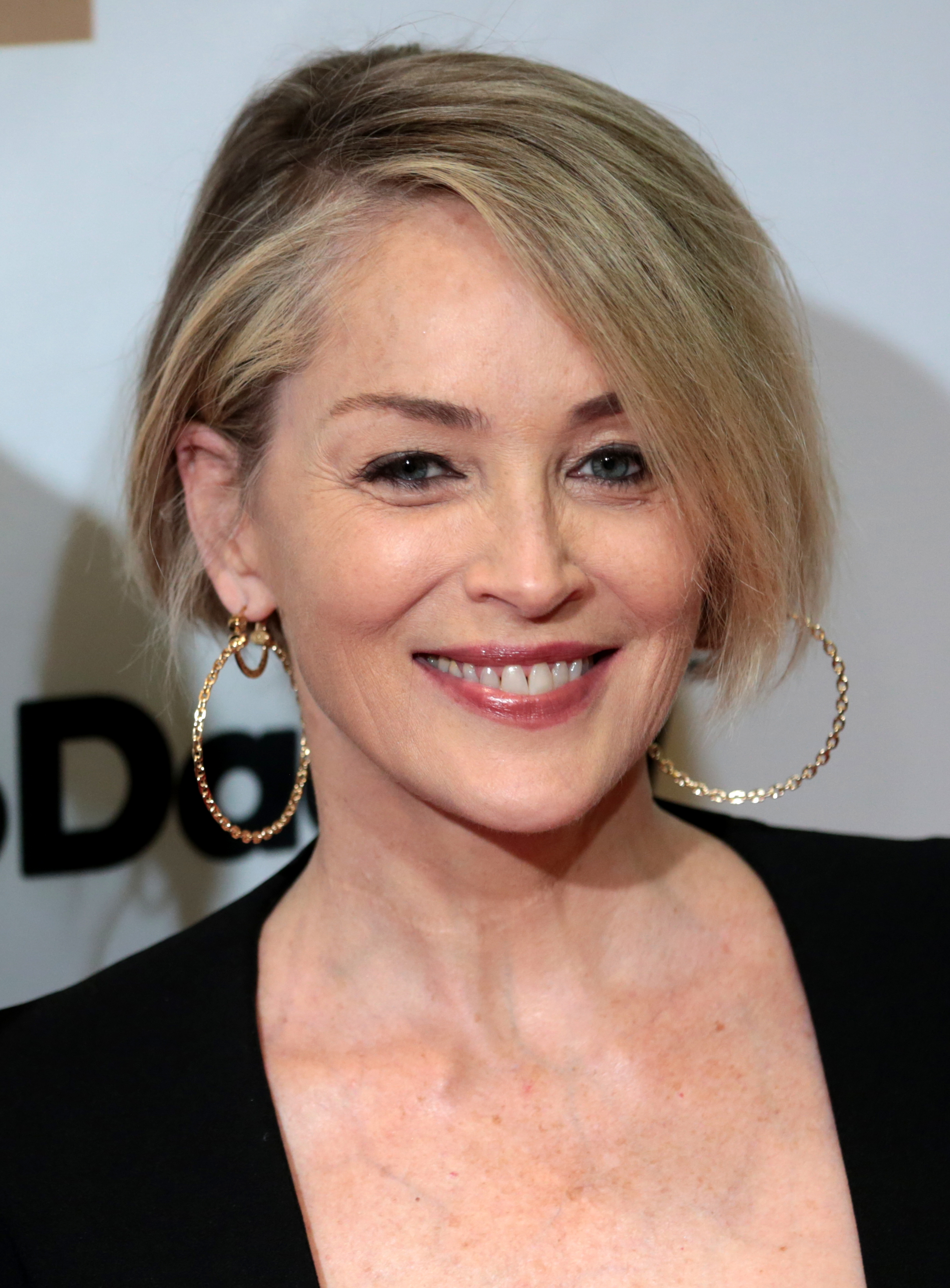
Sharon Stone

- 1957: Shannon Tweed, actriz canadiense.
- 1957: Osama bin Laden, aristócrata árabe, líder del grupo terrorista Al Qaeda (f. 2011).
- 1958: Frankie Ruiz, cantante estadounidense de salsa de origen puertorriqueño (f. 1998).
- 1958: Sharon Stone, actriz, modelo y productora estadounidense.
- 1960: Fena Della Maggiora, cantante, músico, compositor, actor y productor argentino.
- 1961: Laurel Clark, cirujana aeronáutica y astronauta estadounidense (f. 2003).
- 1961: Mavi Díaz, músico, cantante y compositora argentina, de la banda Viuda e hijas de Roque Enroll.
- 1962: Jasmine Guy, cantante y actriz estadounidense.
- 1963: Jeff Ament, músico estadounidense, de la banda Pearl Jam.
- 1963: Rick Rubin, productor musical estadounidense.
- 1963: Felipe Ramos Rizo, árbitro mexicano.
- 1964: Neneh Cherry, cantante sueca.
- 1964: Príncipe Eduardo, aristócrata británico.
- 1964: Osvaldo Guidi, actor argentino (f. 2011).
- 1965: Kenia Gascón, artista multidisciplinaria mexicana: actriz, escritora y música.
- 1965: Monti (Joan Montanyès i Martínez), actor y payaso español (f. 2013).
- 1966: Dave Krusen, músico estadounidense, exbaterista de Pearl Jam, entre otros.
- 1966: Edie Brickell, cantante estadounidense.
- 1966: Natusha, cantante de música tropical venezolana de origen francés.
- 1966: Phil X, guitarrista canadiense.

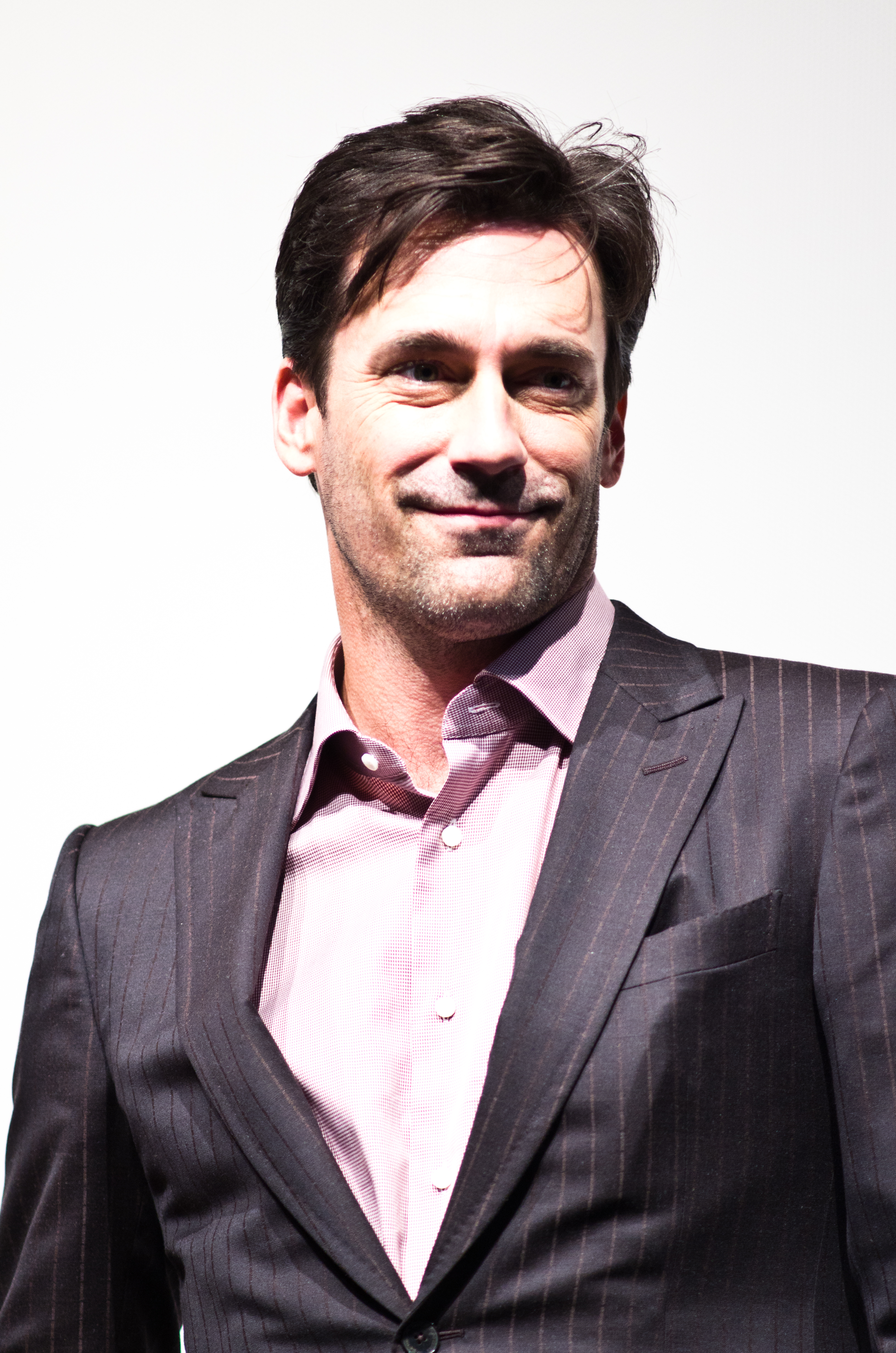
Jon Hamm

- 1969: Franklin Pire, músico y compositor venezolano.
- 1969: Paget Brewster, actriz estadounidense.
- 1971: Jon Hamm, actor estadounidense.
- 1972: Timbaland, rapero estadounidense.
- 1972: Matt Kenseth, piloto de automovilismo estadounidense.
- 1973: Eva Herzigová, modelo y actriz checa.
- 1973: John LeCompt, guitarrista estadounidense, de la banda Evanescence.
- 1973: Chris Sutton, futbolista británico.
- 1974: Cristián de la Fuente, modelo, conductor de televisión, actor y productor chileno.
- 1974: Jean Wyllys, periodista y político brasileño.
- 1977: Matt Rubano, músico estadounidense, de la banda Taking Back Sunday.
- 1977: Robin Thicke, cantante estadounidense.

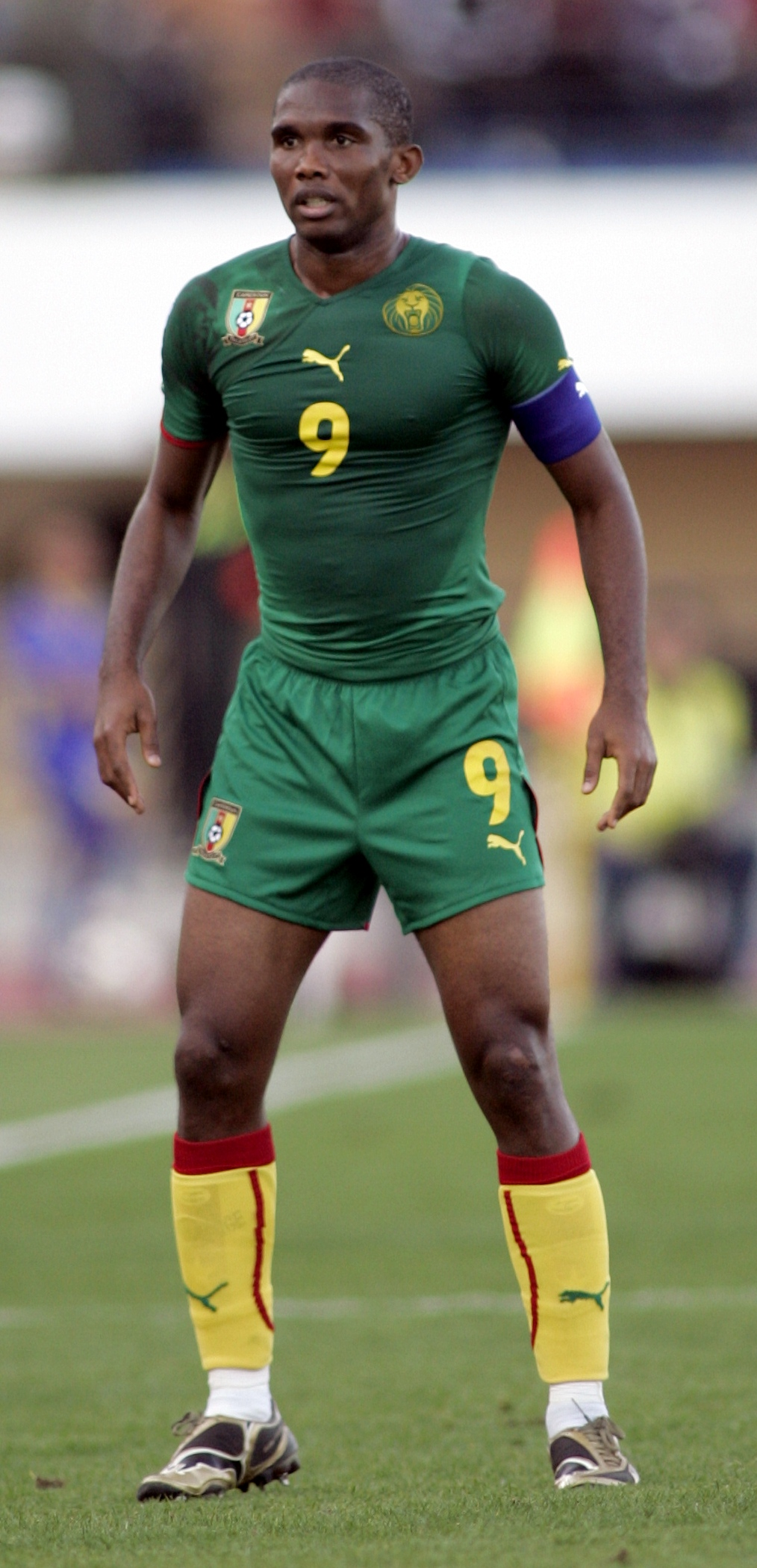
Samuel Eto'o

- 1978: Marta Torné, actriz y presentadora española.
- 1979: Enrique Vera, futbolista paraguayo.
- 1979: Danny Pudi, actor y comediante estadounidense.
- 1980: Sara Maldonado, actriz mexicana.
- 1981: Diego Colotto, futbolista argentino.
- 1981: Samuel Eto'o, futbolista camerunés.
- 1982: Pablo Lugüercio, futbolista argentino.
- 1982: Kwame Brown, baloncestista estadounidense.
- 1983: Niki Belucci, actriz porno y disyóquey húngara.
- 1983: Carrie Underwood, cantante estadounidense.
- 1983: Natasha Alam, actriz uzbeka.
- 1984: Olivia Wilde, actriz estadounidense.
- 1984: Davi José Silva do Nascimento, futbolista brasileño.
- 1984: Carol Castro, actriz brasileña.
- 1985: Lassana Diarra, futbolista francés retirado.
- 1985: Eduardo Leite, político brasileño.
- 1987: Enzo Kalinski, futbolista argentino.

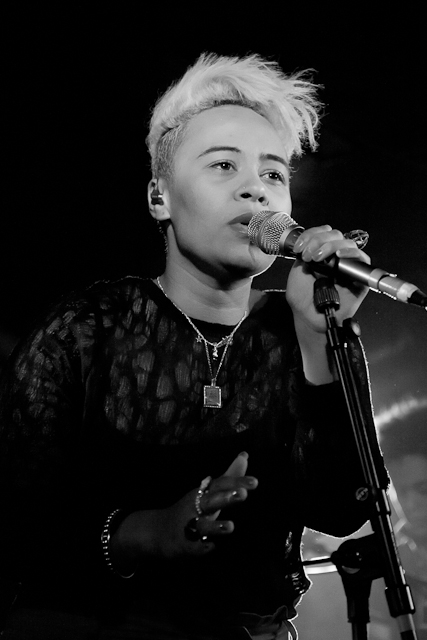
Emeli Sandé

- 1987: Emeli Sandé, cantante escocesa.
- 1987: Ebba Jungmark, atleta sueca.
- 1988: Ivan Rakitić, futbolista croata.
- 1989: Damián Ísmodes, futbolista peruano.
- 1989: Iván Piris, futbolista paraguayo.
- 1990: Ben Metzner, músico alemán.
- 1991: Cody Kearsley, actor canadiense.
- 1992: Emily Osment, actriz y cantante estadounidense.
- 1992: Pablo Espinosa, actor español.
- 1992: Momar Ndoye, futbolista senegalés.
- 1992: Pylyp Budkivskiy, futbolista ucraniano.

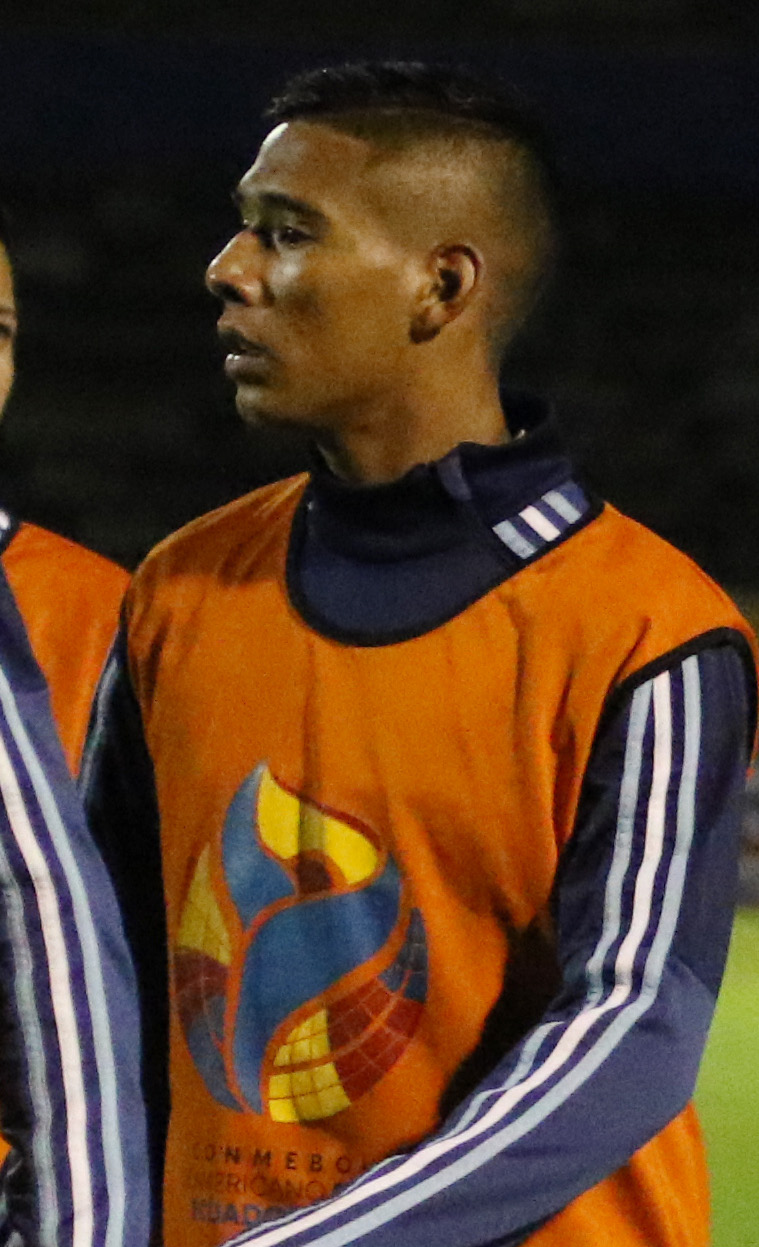
Matías Zaracho

- 1993: Tatiana Calderón, piloto colombiana de automovilismo.
- 1994: Ezequiel Ham, futbolista argentino.
- 1994: Bad Bunny, cantante de trap puertorriqueño.
- 1994: Mohammed Boqshan, futbolista yemení.
- 1994: Antonio Milić, futbolista croata.
- 1995: Sanne Vloet, modelo neerlandesa.
- 1995: Domingos Duarte, futbolista portugués.
- 1996: Josip Posavec, futbolista croata.
- 1996: Onur Balkan, cicilsta turco.
- 1996: Mauricio Del Castillo, futbolista argentino.
- 1996: Ali Gholizadeh, futbolista iraní.
- 1996: Miglė Marozaitė, ciclista lituana.
- 1996: Octavio Paz Vásquez, futbolista mexicano.
- 1996: Jesús Castillo Peña, futbolista peruano.
- 1997: Belinda Bencic, tenista suiza.
- 1997: Sina Zamehran, futbolista iraní.
- 1997: Nahikari García, futbolista española.
- 1998: Matías Zaracho, futbolista argentino.
- 1998: Ruby Ashbourne Serkis, actriz británica.
- 1998: Morgan Guilavogui, futbolista franco-guineano.
- 1999: Karime Scander, actriz peruana.
- 1999: Joaquín Muñoz Benavides, futbolista español.
- 1999: Abdel Abqar, futbolista marroquí.
- 1999: Bruna Griphao, actriz brasileña.
- 1999: Matheus Thuler, futbolista brasileño.
- 1999: Jofre Cullell, ciclista español.
- 1999: Eugenio Sánchez, ciclista español.
- 1999: Benjamín Galindo Jr., futbolista mexicano.
- 1999: Dinko Horkaš, futbolista croata.
- 2000: Tahiru Awudu, futbolista ghanés.
- 2000: Ewan Roy Urain, futbolista hispano-escocés.
- 2000: Thiago Seyboth Wild, tenista brasileño.
- 2000: Ilay Elmkies, futbolista israelí.
- 2000: Biram Faye, baloncestista senegalés.
- 2000: Dylan Robert, actor francés.
- 2000: Ties van der Lecq, jugador de bádminton neerlandés.
- 2000: Tomás Facundo Mariano Ortiz, futbolista argentino.
- 2001: Charles De Ketelaere, futbolista belga.
- 2004: Mace Coronel, actor estadounidense.
- 2005: Oriane Bertone, escaladora francesa.
- 2005: José Klinger, futbolista ecuatoriano.
- 2005: Esmir Bajraktarevic, futbolista estadounidense.
- 2006: Zoe Arévalo, actriz peruana.

## Fallecimientos
- 1291: Arghun, gobernador persa (n. 1258).
- 1584: Thomas Norton, abogado, político y poeta inglés (n. 1532).
- 1585: Rembert Dodoens, físico y botánico flamenco (n. 1517).
- 1754: Marc de Beauvau, aristócrata francés (n. 1679).
- 1825: José Bustamante, marino y político español (n. 1759).
- 1832: Muzio Clementi, compositor italiano (n. 1752).
- 1855: Carl Mayer von Rothschild, banquero alemán (n. 1788).
- 1855: Carlos María Isidro de Borbón, pretendiente carlista al trono de España como Carlos V (n. 1788).
- 1861: Taras Shevchenko, poeta ucraniano (n. 1814).
- 1872: Giuseppe Mazzini, político italiano (n. 1805).
- 1889: Antonio Trueba, escritor español (n. 1819).
- 1895: Charles Frederick Worth, diseñador de modas británico (n. 1825).
- 1898: George Müller, predicador y misionero británico (n. 1805).
- 1913: Harriet Tubman, luchadora para la libertad de los afroamericanos (n. 1820).
- 1919: Leo Jogiches, revolucionario lituano (n. 1867).
- 1920: Ignacio A. Pane, periodista paraguayo (n. 1880).
- 1937: Yevgueni Zamiatin, escritor ruso (n. 1884).
- 1939: José Estívalis Cabo, cineasta y anarquista español (n. 1886).
- 1940: Mijaíl Bulgákov, escritor ruso (n. 1891).
- 1942: William Henry Bragg, físico británico, premio nobel de física en 1915 (n. 1862).
- 1948: Zelda Fitzgerald, escritora estadounidense, esposa del escritor F. Scott Fitzgerald (n. 1900).

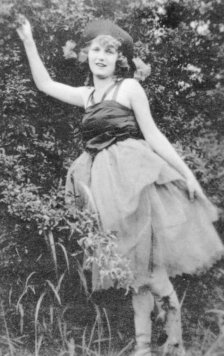
Zelda Fitzgerald

- 1949: James Rector, atleta estadounidense (n. 1884).
- 1951: Kijūrō Shidehara, primer ministro japonés (n. 1872).
- 1962: Juan March, traficante de armas y empresario español (n. 1880).
- 1963: André Maschinot, futbolista francés (n. 1903).
- 1966: Frits Zernike, físico neerlandés, premio nobel de física en 1953 (n. 1888).
- 1972: Pedro Sienna, escritor y actor chileno (n. 1893).
- 1983: Paul Géraldy, poeta y dramaturgo francés (n. 1885).
- 1984: June Marlowe, actriz estadounidense (n. 1903).

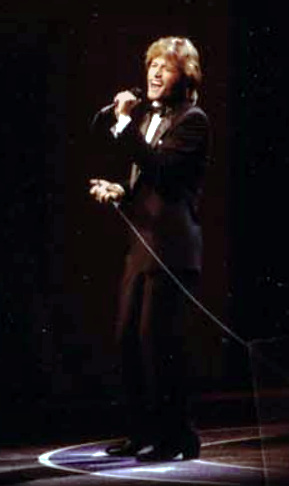
Andy Gibb

- 1985: Konstantín Chernenko, presidente de la Unión Soviética entre 1984 y 1985 (n. 1911).
- 1985: Israel Regardie, ocultista británico (n. 1907).
- 1986: Ray Milland, actor británico (n. 1905).
- 1988: Andy Gibb, cantante británico (n. 1958).
- 1995: Ovidi Montllor, cantautor y actor español (n. 1942).
- 1998: Lloyd Bridges, actor estadounidense (n. 1913).
- 1999: Oswaldo Guayasamín, pintor ecuatoriano (n. 1919).
- 2001: Michael Woodruff, cirujano británico (n. 1911).
- 2002: Irán Eory, actriz mexicana de origen iraní (n. 1938).
- 2003: Víctor Alba, político, periodista, escritor y profesor universitario español (n. 1916).
- 2003: Barry Sheene, piloto británico de motociclismo (n. 1950).
- 2003: Geoffrey Stephen Kirk, filólogo clásico británico (n. 1921).
- 2003: Marina Ladínina, actriz soviética (n. 1908).
- 2005: Fernando Pámanes Escobedo, político zacatecano (n. 1909).
- 2006: Jorge Eduardo Eielson, poeta y artista plástico peruano (n. 1924).
- 2006: Alberto Migré, guionista y productor argentino (n. 1931).
- 2006: Anna Moffo, soprano estadounidense (n. 1932).
- 2007: Ricardo Espalter, actor y comediante uruguayo (n. 1924).
- 2007: Ángela Webber, comediante y escritora australiana (n. 1954).
- 2010: Corey Haim, actor canadiense (n. 1971).
- 2011: Mario Clavell, cantante y compositor argentino (n. 1922).
- 2011: David Viñas, escritor e historiador argentino (n. 1927).
- 2012: Jean Giraud, historietista e ilustrador francés (n. 1938).
- 2012: Fernando Hinestrosa Forero, político y jurista colombiano (n. 1931).
- 2012: F. Sherwood Rowland, científico estadounidense (n. 1927).
- 2014: Juan Balboa Boneke, político y escritor ecuatoguineano (n. 1938).
- 2016: Roberto Perfumo, periodista y exfutbolista argentino (n. 1942).
- 2016: Keith Emerson, pianista, tecladista y compositor británico (n. 1944).
- 2017: John Surtees, piloto de automovilismo y motociclismo británico (n. 1934).
- 2017: Aníbal Ruiz, futbolista y entrenador uruguayo (n. 1942).
- 2017: Absalón Castellanos Domínguez, político mexicano y gobernador del estado de Chiapas entre el 82' y 88' (n. 1923).
- 2018: Hubert de Givenchy, diseñador de moda francés (n. 1927).
- 2020: Marcelo Peralta, saxofonista, intérprete, profesor, compositor y arreglista argentino (n. 1961).
- 2021: Tomás Vidiella, actor chileno (n. 1937).
- 2021: Ali Mahdi Mohamed, político somalí, presidente de Somalia entre 1991 y 1997 (n. 1939).

## Celebraciones

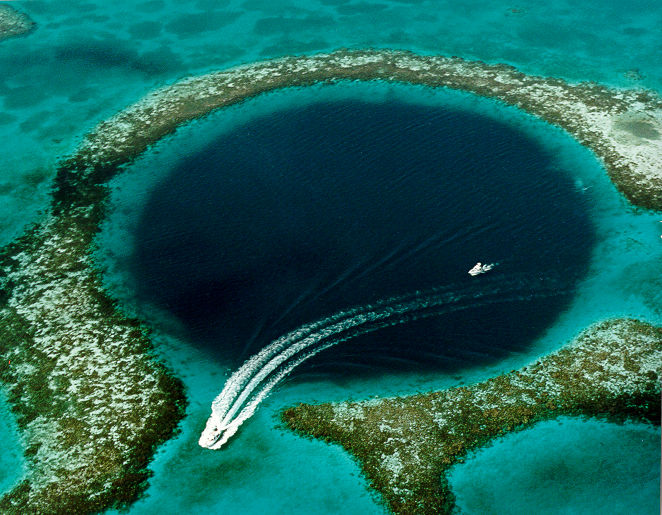
El gran agujero azul de Belice. Cada 10 de marzo es el Día del SAM.

- Día Internacional de Mario.[5]
Es el personaje más característico de Nintendo. Esto se debe a que el acortamiento Mar (de marzo, utilizado en Estados Unidos) y 10 (del día de hoy, representando la I y la O) forman la palabra Mario (Mar10).

- Día Internacional de la Peluca.[6][7]
(en inglés: International Wig Day).

- Día Internacional de la Gaita.[8]
(en inglés: International Bagpipe Day).

Compartidas
- Belice,  Guatemala,  Honduras y  México: 
  - Día del Sistema Arrecifal Mesoamericano. También conocido como Día del SAM.
Cada 10 de marzo, desde 2007, se celebra esta fecha que la establecieron los mandatarios de los cuatro países que lo custodian: Belice, Guatemala y Honduras y México durante una reunión que sostuvieron el 11 de julio de 2006 en la Ciudad de Panamá.

- Naciones Unidas: 
  - Día Internacional de las Juezas.[9]
Homenaje a las mujeres que desempeñan el cargo de jueces en los sistemas judiciales de todo el mundo. Con ello se pretende reafirmar la igualdad de género y el empoderamiento de las mujeres en las funciones judiciales.

Por países
(Por orden alfabético)
- Argentina: 
  - Día del Guitarrista.
Se conmemora por el nacimiento de Norberto Anibal Napolitano, conocido como Pappo, apodado «El Carpo», fue un reconocido guitarrista, cantante y compositor de rock y blues argentino, y uno de los primeros en incursionar en el heavy metal en su país.[10]
  - Día Nacional del Gualambao.[11]
Ritmo regional mesopotámico Misionero, en homenaje al natalicio de su creador Don Ramón Ayala.[12]A esta creación musical también se le otorgó categoría de Patrimonio Cultural de la Provincia de Misiones.
  - Día Nacional del Rally Argentino.[13]
Desde el año 2005 y en base a la Ley 26.030 promulgada por el Congreso de la Nación, en homenaje a Jorge Recalde, el mejor piloto nacional de la disciplina.
 El 10 de marzo de 2001, mientras era parte del Rally de Villa Dolores (prueba válida por el certamen nacional), Recalde sufrió un paro cardíaco producto del esfuerzo realizado durante la actividad, desarrollada bajo un calor agobiante. Tenía 49 años.

- Estados Unidos: 
  - Día del Teléfono Fijo.[14]
(en inglés: National Landline Telephone Day).
  - Día de Empaque Su Almuerzo.[15]
(en inglés: National Pack Your Lunch Day).
  - Día de la Falda.[16]
(en inglés: National Skirt Day).

- Venezuela: 
  - Día del Médico.
Se rinde homenaje al natalicio del médico José María Vargas (1786-1854), fundador de la Sociedad Médica de Caracas.

### Santoral católico

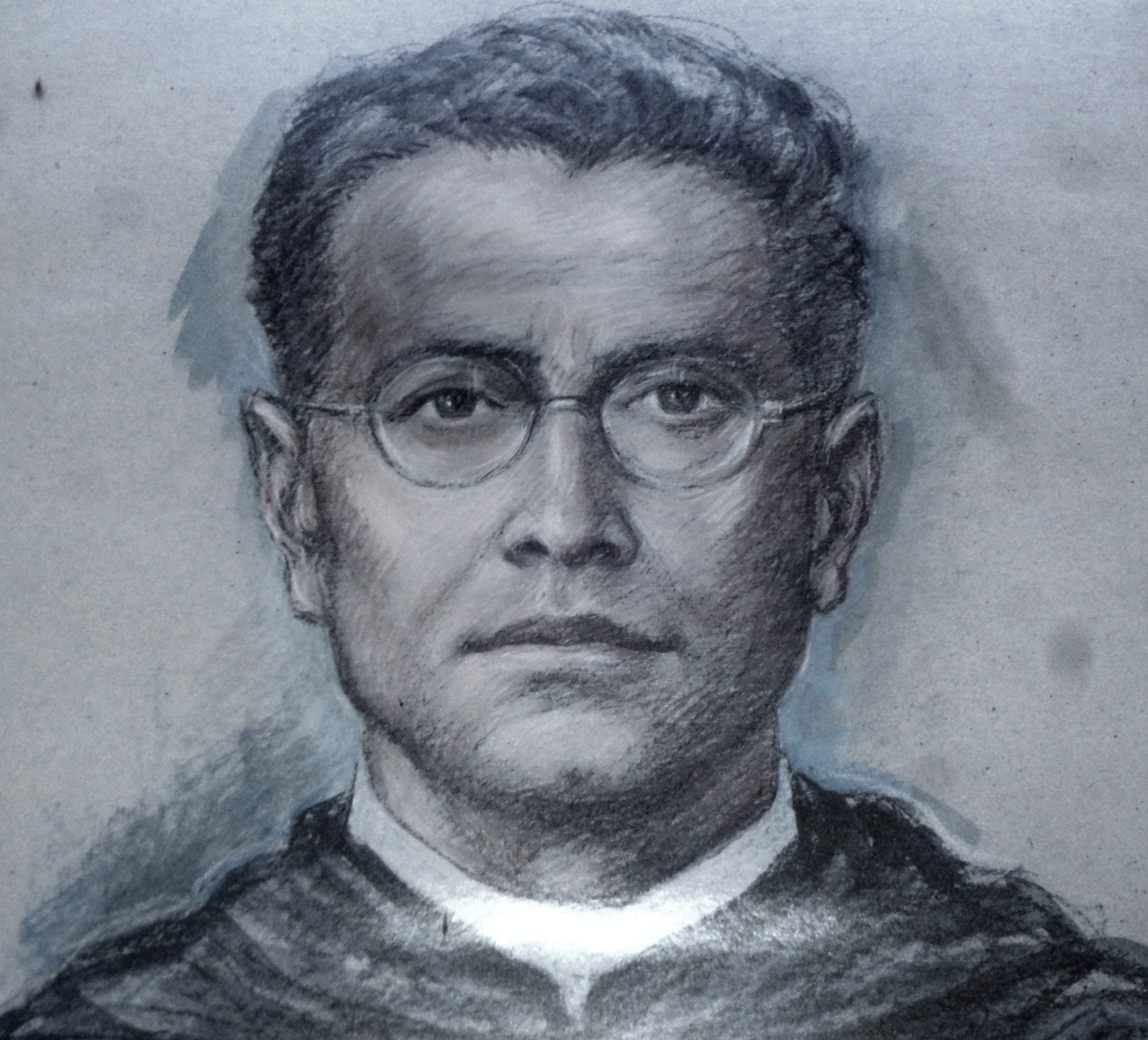
Beato Elías del Socorro Nieves.

- Santos Cayo y Alejandro de Apemea, mártires (f. c. 171).
- San Víctor de África, mártir.[17]
- San Macario de Jerusalén, obispo (f. c. 325).[18][17]
- San Simplicio, papa (f. 483).[19]
- San Droctoveo de París, abad (f. c. 580).[17]
- San Attalo de Bobbio, abad (f. 626).
- San Juan Ogilvie, presbítero y mártir (f. 1615).[20]
- Beata María Eugenia Milleret de Brou, virgen y fundadora (f. 1898).[21][17]
- Beato Elías del Socorro Nieves del Castillo, presbítero y mártir (f. 1928).[17](imagen ilustrativa).